# EFL Championship 2024/2025
EFL Chamiponship 2024/2025 (ze sponzorských důvodů označována jako Sky Bet Championship) je 9. ročníkem druhé nejvyšší anglické fotbalové soutěže pod tímto názvem a 33. ročníkem pod současným formátem. 
V lize soutěží 24 týmů - 18 týmů, které se vrátily z předchozí sezóny, tři týmy, které sestoupily z Premier League, a tři týmy, které postoupily z League One. Z Premier League sestoupily týmy Luton Town, Burnley a Sheffield United a z League One postoupily Portsmouth, Derby County a Oxford United.

## Změny týmů
Od sezóny 2023/2024 změnily divizi následující týmy:
|  | Postupující z League One - Portsmouth - Derby County - Oxford United Sestupující z Premier League - Luton Town - Burnley - Sheffield United | Postupující do Premier League - Leicester City - Ipswich Town - Southampton Sestupující do League One - Birmingham City - Huddersfield Town - Rotherham United |

## Týmy
| Tým                  | Město                     | Stadion                         | Kap.   |
| -------------------- | ------------------------- | ------------------------------- | ------ |
| Blackburn Rovers     | Blackburn                 | Ewood Park                      | 31 367 |
| Bristol City         | Bristol                   | Ashton Gate Stadium             | 27 000 |
| Burnley              | Burnley                   | Turf Moor                       | 21 944 |
| Cardiff City         | Cardiff                   | Cardiff City Stadium            | 33 280 |
| Coventry City        | Coventry                  | Coventry Building Society Arena | 32 609 |
| Derby County         | Derby                     | Pride Park Stadium              | 32 956 |
| Hull City            | Kingston upon Hull        | MKM Stadium                     | 25 400 |
| Leeds United         | Leeds                     | Elland Road                     | 37 608 |
| Luton Town           | Luton                     | Kenilworth Road                 | 12 000 |
| Middlesbrough        | Middlesbrough             | Riverside Stadium               | 34 742 |
| Millwall             | Londýn (South Bermondsey) | The Den                         | 20 146 |
| Norwich City         | Norwich                   | Carrow Road                     | 27 359 |
| Oxford United        | Oxford                    | Kassam Stadium                  | 12 500 |
| Plymouth Argyle      | Plymouth                  | Home Park                       | 17 900 |
| Portsmouth           | Portsmouth                | Fratton Park                    | 20 899 |
| Preston North End    | Preston                   | Deepdale                        | 23 408 |
| Queens Park Rangers  | Londýn (Shepherd's Bush)  | Loftus Road                     | 18 439 |
| Sheffield United     | Sheffield                 | Bramall Lane                    | 32 050 |
| Sheffield Wednesday  | Sheffield                 | Hillsborough Stadium            | 39,732 |
| Stoke City           | Stoke-on-Trent            | Bet365 Stadium                  | 30 089 |
| Sunderland           | Sunderland                | Stadium of Light                | 49 000 |
| Swansea City         | Swansea                   | Swansea.com Stadium             | 21 088 |
| Watford              | Watford                   | Vicarage Road                   | 22 200 |
| West Bromwich Albion | West Bromwich             | The Hawthorns                   | 26 850 |

## Tabulka
Tabulka je aktuální k 5. 1. 2025.
| Poř. | Tým                  | Z  | V  | R  | P  | VG | OG | B  |
| ---- | -------------------- | -- | -- | -- | -- | -- | -- | -- |
| 1.   | Leeds United         | 26 | 15 | 8  | 3  | 48 | 19 | 53 |
| 2.   | Burnley              | 26 | 14 | 10 | 2  | 31 | 9  | 52 |
| 3.   | Sheffield United     | 26 | 16 | 6  | 4  | 36 | 17 | 52 |
| 4.   | Sunderland           | 26 | 14 | 8  | 4  | 39 | 22 | 50 |
| 5.   | Middlesbrough        | 26 | 11 | 8  | 7  | 43 | 32 | 41 |
| 6.   | West Bromwich Albion | 26 | 9  | 13 | 4  | 32 | 21 | 40 |
| 7.   | Blackburn Rovers     | 25 | 11 | 6  | 8  | 28 | 23 | 39 |
| 8.   | Bristol City         | 26 | 9  | 10 | 7  | 33 | 30 | 37 |
| 9.   | Watford              | 25 | 11 | 4  | 10 | 35 | 36 | 37 |
| 10.  | Sheffield Wednesday  | 26 | 10 | 7  | 9  | 38 | 40 | 37 |
| 11.  | Norwich City         | 26 | 9  | 9  | 8  | 43 | 37 | 36 |
| 12.  | Swansea City         | 26 | 9  | 7  | 10 | 30 | 30 | 34 |
| 13.  | Millwall             | 25 | 7  | 9  | 9  | 24 | 23 | 30 |
| 14.  | Preston North End    | 26 | 6  | 12 | 8  | 28 | 34 | 30 |
| 15.  | Coventry City        | 26 | 7  | 8  | 11 | 34 | 37 | 29 |
| 16.  | Queens Park Rangers  | 25 | 6  | 11 | 8  | 27 | 33 | 29 |
| 17.  | Oxford United        | 25 | 7  | 7  | 11 | 28 | 40 | 28 |
| 18.  | Derby County         | 26 | 7  | 6  | 13 | 31 | 35 | 27 |
| 19.  | Stoke City           | 26 | 6  | 9  | 11 | 24 | 32 | 27 |
| 20.  | Luton Town           | 25 | 7  | 4  | 14 | 26 | 42 | 25 |
| 21.  | Portsmouth           | 24 | 5  | 8  | 11 | 30 | 41 | 23 |
| 22.  | Hull City            | 26 | 5  | 8  | 13 | 25 | 36 | 23 |
| 23.  | Cardiff City         | 25 | 5  | 8  | 12 | 25 | 40 | 23 |
| 24.  | Plymouth Argyle      | 25 | 4  | 8  | 13 | 24 | 53 | 20 |

|  | Postup do Premier League            |
|  | Postup do play-off EFL Championship |
|  | Sestup do EFL League One            |

Poznámky
1. ↑  Sheffieldu United byly odečteny dva body za neuhrazení plateb jiným klubům v sezónách 2022/23 a 2023/24 a další dva body byly pozastaveny.[1]

## Statistiky
Statistiky jsou aktuální k 5. 1. 2025.

### Nejlepší střelci
| Poř. | Hráč                | Tým                  | Gól |
| ---- | ------------------- | -------------------- | --- |
| 1    | Borja Sainz         | Norwich City         | 15  |
| 2    | Josh Maja           | West Bromwich Albion | 12  |
| 3    | Emmanuel Latte Lath | Middlesbrough        | 10  |
| 3    | Joël Piroe          | Leeds United         | 10  |
| 3    | Josh Windass        | Sheffield Wednesday  | 10  |
| 6    | Vakoun Bayo         | Watford              | 9   |
| 6    | Josh Brownhill      | Burnley              | 9   |
| 6    | Tom Cannon          | Stoke City           | 9   |
| 6    | Callum Lang         | Portsmouth           | 9   |
| 6    | Anis Mehmeti        | Bristol City         | 9   |

#### Hattricky
| Hráč                | Klub                 | Soupeř              | Výsledek | Datum              |
| ------------------- | -------------------- | ------------------- | -------- | ------------------ |
| Josh Maja           | West Bromwich Albion | Queens Park Rangers | 3:1 (V)  | 10. srpna 2024     |
| Borja Sainz         | Norwich City         | Derby County        | 3:2 (V)  | 28. září 2024      |
| Tom Cannon4         | Stoke City           | Portsmouth          | 6:1 (D)  | 2. října 2024      |
| Vakoun Bayo4        | Watford              | Sheffield Wednesday | 6:2 (V)  | 2. listopadu 2024  |
| Emmanuel Latte Lath | Middlesbrough        | Oxford United       | 6:2 (V)  | 23. listopadu 2024 |
| Borja Sainz         | Norwich City         | Plymouth Argyle     | 6:1 (D)  | 26. listopadu 2024 |
| Callum Lang4        | Portsmouth           | Coventry City       | 4:1 (D)  | 21. prosince 2024  |

### Čistá konta
| Poř. | Hráč              | Tým                  | Čisté konto |
| ---- | ----------------- | -------------------- | ----------- |
| 1    | James Trafford    | Burnley              | 16          |
| 2    | Michael Cooper    | Sheffield United     | 14          |
| 2    | Illan Meslier     | Leeds United         | 14          |
| 4    | Alex Palmer       | West Bromwich Albion | 11          |
| 5    | Aynsley Pears     | Blackburn Rovers     | 10          |
| 6    | Lukas Jensen      | Millwall             | 9           |
| 6    | Freddie Woodman   | Preston North End    | 9           |
| 8    | Viktor Johansson  | Stoke City           | 8           |
| 8    | Max O'Leary       | Bristol City         | 8           |
| 8    | Anthony Patterson | Sunderland           | 8           |

### Disciplína

#### Hráči
- Nejvíce žlutých karet: 14
  -  Benjamin Whiteman (Preston North End)

- Nejvíce červených karet: 2
  -  Di'Shon Bernard (Sheffield Wednesday)
  -  Liam Lindsay (Preston North End)

#### Kluby
- Nejvíce žlutých karet: 73
  - Preston North End

- Nejvíce červených karet: 5
  - Luton Town

- Nejméně žlutých karet: 37
  - Oxford United

- Nejméně červených karet: 0
  - 8 týmů